# Natação nos Jogos Europeus de 2015 - Revezamento 4x100 m medley misto
A competição do revezamento 4x100 metros medley misto foi um dos eventos da natação nos Jogos Europeus de 2015, em Baku, no Azerbaijão. Foi disputada no Centro Aquático de Baku no dia 26 de junho.

## Calendário
Horário de verão do Azerbaijão (UTC+5).
| Data        | Horário | Fase         |
| ----------- | ------- | ------------ |
| 26 de junho | 11:18   | Eliminatória |
| 26 de junho | 19:46   | Final        |

## Medalhistas
|  | RUS Rússia |  | GBR Grã-Bretanha |  | GER Alemanha                                                                                          |
|  | Mariia Kameneva Anton Chupkov Daniil Pakhomov Arina Openysheva Filip Shopin* Daria Chikunova* Roman Shevliakov* Vasilissa Buinaia* |  | Luke Greenbank Charlie Attwood Amelia Clynes Georgia Coates Joe Litchfield* Luke Davies* Abbie Wood* Hannah Featherstone* |  | Maxine Wolters Leo Schmidt Johannes Tesch Katrin Gottwald Marek Ulrich* Laura Kelsch* Hana van Loock* |

*Atletas que competiram apenas nas eliminatórias e receberam medalhas

## Recordes
Antes desta competição, os recordes mundiais e dos jogos europeus dessa prova eram os seguintes:
| Tipo                       | Atleta           | Tempo   | Local | Data                  |
| -------------------------- | ---------------- | ------- | ----- | --------------------- |
|                            | Austrália        | 3:46.52 | Perth | 31 de janeiro de 2014 |
| Recorde dos Jogos Europeus | Não estabelecido | –       |       |                       |

Os seguintes recordes mundiais ou dos jogos europeus foram estabelecidos durante esta competição:
| Data        | Evento | Nacionalidade | Tempo   | Notas                      |
| ----------- | ------ | ------------- | ------- | -------------------------- |
| 26 de junho | Final  | Rússia        | 3:49.53 | Recorde dos Jogos Europeus |

## Resultados

### Eliminatórias
A eliminatória foi realizada no dia 26 de junho. 
| Pos. | Bateria | Raia | Nacionalidade    | Nadadores | Tempo   | Notas |
| ---- | ------- | ---- | ---------------- | --- | ------- | ----- |
| 1    | 2       | 2    | RUS Rússia       | Filipp Shopin (55.33) Daria Chikunova (1:09.88) Roman Shevliakov (53.30) Vasilissa Buinaia (57.63)             | 3:56.14 | Q,    |
| 2    | 1       | 8    | GER Alemanha     | Marek Ulrich (55.35) Laura Kelsch (1:11.31) Johannes Tesch (54.21) Hana van Loock (56.55)                      | 3:57.42 | Q     |
| 3    | 2       | 1    | GBR Grã-Bretanha | Joe Litchfield (56.73) Luke Davies (1:03.00) Abbie Wood (1:01.55) Hannah Featherstone (56.97)                  | 3:58.25 | Q     |
| 4    | 2       | 5    | FRA França       | Pauline Mahieu (1:03.04) Nolwenn Hervé (1:11.36) Guillaume Garzotto (56.23) Maxime Cadiat (51.03)              | 4:01.66 | Q     |
| 5    | 1       | 0    | POL Polônia      | Gabriela Bernat (1:05.93) Janusz Arentewicz (1:04.16) Michał Chudy (53.80) Magdalena Roman (58.66)             | 4:02.55 | Q     |
| 6    | 1       | 7    | TUR Turquia      | Berk Özkul (58.50) Beste Samancı (1:11.01) Yüksel Deniz Özkan (1:03.51) Emre Sakçı (50.63)                     | 4:03.65 | Q     |
| 7    | 1       | 2    | HUN Hungria      | Dominik Varga (57.31) Zsófia Leitner (1:13.21) Boglárka Bonecz (1:03.42) Ármin Reményi (50.88)                 | 4:04.82 | Q     |
| 8    | 1       | 1    | ITA Itália       | Martina Rossi (1:03.55) Federico Poggio (1:07.63) Christian Ferraro (55.24) Camilla Tinelli (58.57)            | 4:04.99 | Q     |
| 9    | 1       | 5    | CZE Chéquia      | Tomáš Franta (59.12) Jakub Březina (1:06.01) Edita Chrápavá (1:02.75) Barbora Seemanová (57.17)                | 4:05.05 |       |
| 10   | 1       | 3    | FIN Finlândia    | Christoffer Fredrikson (57.80) Sini Koivu (1:12.15) Niko Makela (56.79) Aino Otava (59.16)                     | 4:05.90 |       |
| 11   | 2       | 4    | UKR Ucrânia      | Vladyslava Maznytska (1:04.66) Yevgen Kurkin (1:04.04) Tetiana Kudako (1:06.59) Ivan Denysenko (50.96)         | 4:06.25 |       |
| 12   | 1       | 4    | SUI Suíça        | Timothy Schlatter (1:00.45) Jacques Läuffer (1:04.78) Olivia Sindico (1:04.04) Zoe Preisig (58.15)             | 4:07.42 |       |
| 13   | 1       | 6    | BLR Bielorrússia | Darya Douhal (1:06.74) Viktoryia Mikhalap (1:13.28) Pavel Bashura (57.32) Hryhory Pekarski (52.22)             | 4:09.56 |       |
| 14   | 2       | 7    | MDA Moldávia     | Adrian Negru (1:01.15) Alexandra Vinicenco (1:13.03) Vlas Cononov (57.09) Ana Cosmina (1:00.96)                | 4:12.23 |       |
| 15   | 2       | 0    | AZE Azerbaijão   | Yuliya Stisyuk (1:10.35) Anton Jeltyakov Alsu Bayramova Ivan Andrianov                                         | DSQ     |       |
| 15   | 2       | 3    | NOR Noruega      | Marius Solaat Rødland Ariel Braathen Sigurd Holten Bøen Marte Løvberg                                          | DSQ     |       |
| 15   | 2       | 6    | AUT Áustria      | Caroline Pilhatsch (1:05.23) Christopher Rothbauer (1:03.22) Caroline Hechenbichler (1:03.64) Robin Grünberger | DSQ     |       |
| 15   | 2       | 8    | GRE Grécia       | | DNS     |       |

### Final
A final foi realizada no dia 26 de junho.
| Pos.              | Raia | Nacionalidade    | Nadadores                                                                                          | Tempo   | Notas                      |
| ----------------- | ---- | ---------------- | -------------------------------------------------------------------------------------------------- | ------- | -------------------------- |
| Medalha de ouro   | 4    | RUS Rússia       | Mariia Kameneva (1:01.85) Anton Chupkov (1:00.42) Daniil Pakhomov (52.04) Arina Openysheva (55.22) | 3:49.53 | Recorde dos Jogos Europeus |
| Medalha de prata  | 3    | GBR Grã-Bretanha | Luke Greenbank (54.86) Charlie Attwood (1:00.78) Amelia Clynes (1:00.85) Georgia Coates (55.54)    | 3:52.03 |                            |
| Medalha de bronze | 5    | GER Alemanha     | Maxine Wolters (1:01.48) Leo Schmidt (1:02.66) Johannes Tesch (53.81) Katrin Gottwald (56.32)      | 3:54.27 |                            |
| 4                 | 8    | ITA Itália       | Martina Rossi (1:03.50) Giulia Verona (1:10.62) Giacomo Carini (53.18) Alessandro Miressi (48.87)  | 3:56.17 |                            |
| 5                 | 6    | FRA França       | Pauline Mahieu (1:02.28) Nolwenn Hervé (1:10.19) Guillaume Garzotto (56.00) Maxime Cadiat (50.83)  | 3:59.30 |                            |
| 6                 | 7    | TUR Turquia      | Berk Özkul (57.75) Beste Samancı (1:11.71) Erge Can Gezmiş (55.32) Zeynep Odabaşı (58.84)          | 4:03.62 |                            |
| 7                 | 1    | HUN Hungria      | Dominik Varga (57.10) Zsófia Leitner (1:13.48) Boglárka Bonecz (1:02.47) Ármin Reményi (50.97)     | 4:04.02 |                            |
| 8                 | 2    | POL Polônia      | Julia Gus (1:04.47) Janusz Arentewicz Michał Chudy Magdalena Roman                                 | DSQ     |                            |

Legenda
| Recorde mundial            | Recorde mundial (World record)                     |                       | Recorde africano                      | Recorde africano (African) |                                           | Q | Classificado por posição (Qualified) |
| Recorde dos Jogos Europeus | Recorde dos Jogos Europeus (European Games record) | Recorde da América    | Recorde da América (Americas)         | q                          | Classificado por melhor tempo (Qualified) |   |                                      |
| Melhor marca do ano        | Melhor marca do ano (World leading)                | Recorde asiático      | Recorde asiático (Asian)              | DNS                        | Não largou (Did not start)                |   |                                      |
| Recorde nacional           | Recorde nacional (National record)                 | Recorde europeu       | Recorde europeu (European)            | DNF                        | Não terminou (Did not finish)             |   |                                      |
| Recorde pessoal            | Recorde pessoal do atleta (Personal best)          | Recorde da Oceania    | Recorde da Oceania (Oceania)          | DSQ / DQ                   | Desclassificado (Disqualified)            |   |                                      |
| Recorde da temporada       | Recorde da temporada do atleta (Season best)       | Recorde sul-americano | Recorde sul-americano (South America) | NM                         | Sem marca (No mark)                       |   |                                      |